# Bruno Albert
Bruno Albert (Bévercé, 19 augustus 1941 – aldaar, 14 augustus 2023) was een  Belgisch architect. Albert ontwierp diverse woonhuizen in de omgeving van Luik, enkele gebouwen voor de Universiteit van Luik en woongebouwen in onder andere Amsterdam en Maastricht.

## Levensloop
Bruno Albert werd opgeleid aan het Institut Supérieure d'Architecture St Luc in Luik, waar hij in 1966 afstudeerde als architect. De invloed van Charles Vandenhove, met wie hij daarna vier jaar lang samenwerkte, is duidelijk merkbaar in zijn werk. In 1972 richtte hij zijn eigen bureau op. Hij doceerde aan het Institut Supérieur d'Architecture Saint-Luc in Luik, het Provinciaal Hoger Architectuur Instituut in Hasselt, en aan de Polytechnische Faculteit in Bergen (1992-2006).
Bruno Albert behoorde met Vandenhove en andere Luikse architecten tot een postmoderne stroming die traditionele architectuur trachtte te actualiseren door een andere invulling te geven aan de klassieke opvatting van de plattegrond en volumes. Hij maakte hiervoor onder meer gebruik van moderne prefabricatietechnieken. Net als zijn leermeester Vandenhove werkte hij veel samen met kunstenaars, onder anderen Dan Van Severen, Léon Wuidar en Jean-Pierre Pincemin.
Zijn doorbraak in Nederland was voor een deel te danken aan de architect Jo Coenen, die van 2000 tot 2004 rijksbouwmeester was. Coenen bewonderde het werk van Albert en betrok hem bij enkele projecten, waarvan hijzelf supervisor was: het KNSM-eiland in Amsterdam, Céramique in Maastricht en Zitterd Revisited in Sittard. Coenen en Albert werkten tevens samen in het project Mosae Forum in Maastricht.
Albert overleed op 81-jarige leeftijd in zijn geboorteplaats. De architectuurcriticus Harm Tilman schreef na zijn overlijden: "Bruno Albert was een groot vakman en een innemende persoonlijkheid. Eerder zwijgzaam en iemand die geen grote verhalen bedacht. Iemand ook die niet de media opzocht en had gekozen voor een terugtrokken positie. Goede gebouwen maken met de juiste stedenbouwkundige keuzes was zijn grootste ambitie."

## Oeuvre

### In België

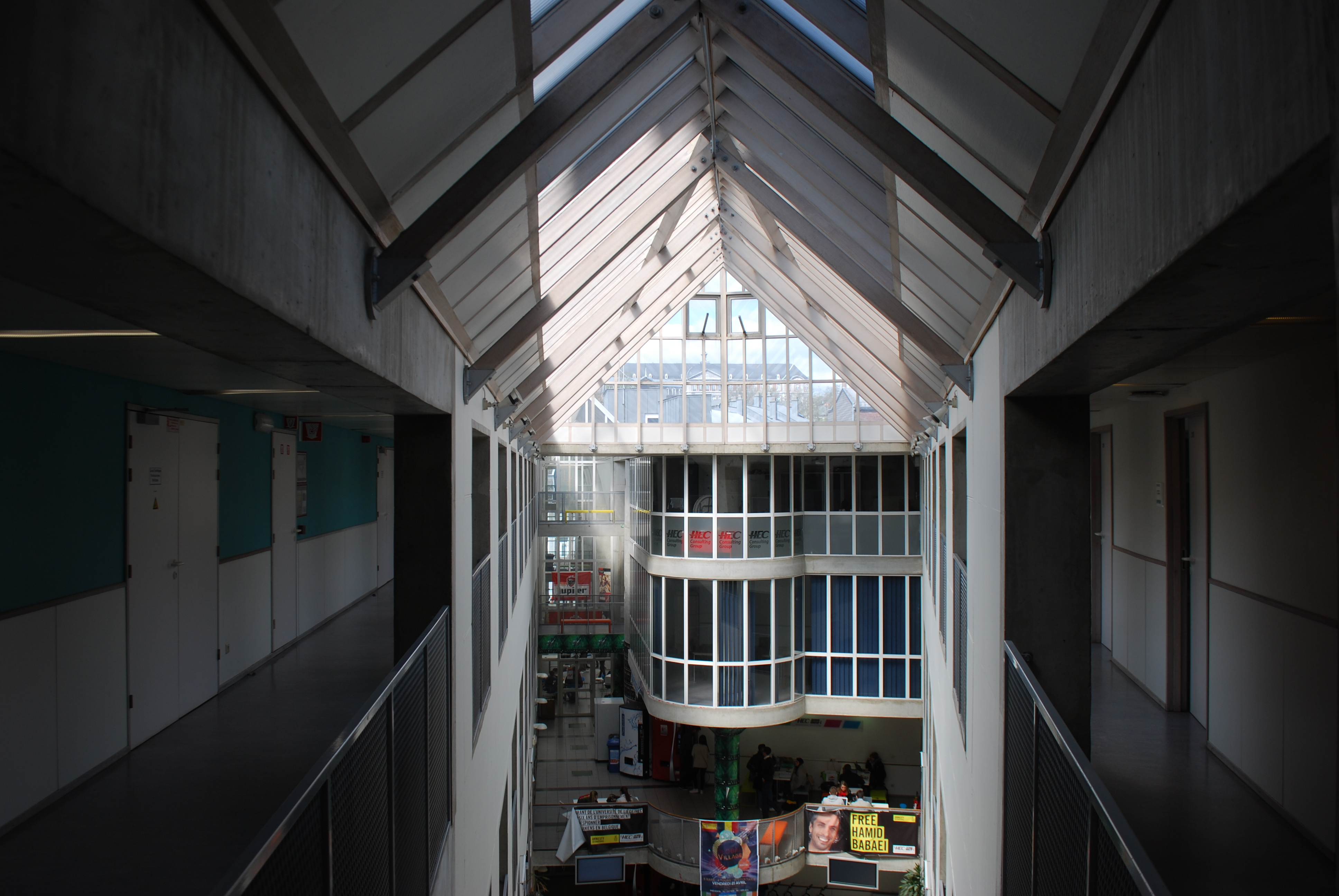
Interieur HEC, Universiteit van Luik

- 1967-1969: Pavillon Herzet, Esneux
- 1977-1981: schoolgebouw École Notre-Dame, Malmédy
- 1978-1982: uitbreiding instituut voor lichamelijke opvoeding en nieuwbouw sportcentrum Blanc Gravier op de campus Sart Tilman van de Universiteit van Luik[3]
- 1983: sporthal L'Athénée, Verviers (in samenwerking met René Greisch)
- 1984-1985: woonhuis dr. Herzet, Esneux
- 1986-1987: bankfiliaal Banque COB, Herstal
- 1988: kantoor en drukkerij van Pierre Mardaga, rue Saint-Vincent, Luik
- 1993: HEC Management School, Universiteit van Luik, rue Louvrex, Luik[3]
- 1999: winkel- en kantoorgebouw Îlot Saint-Michel, place Saint-Lambert, Luik
- 2005: woonhuis Delsemme, Tilff

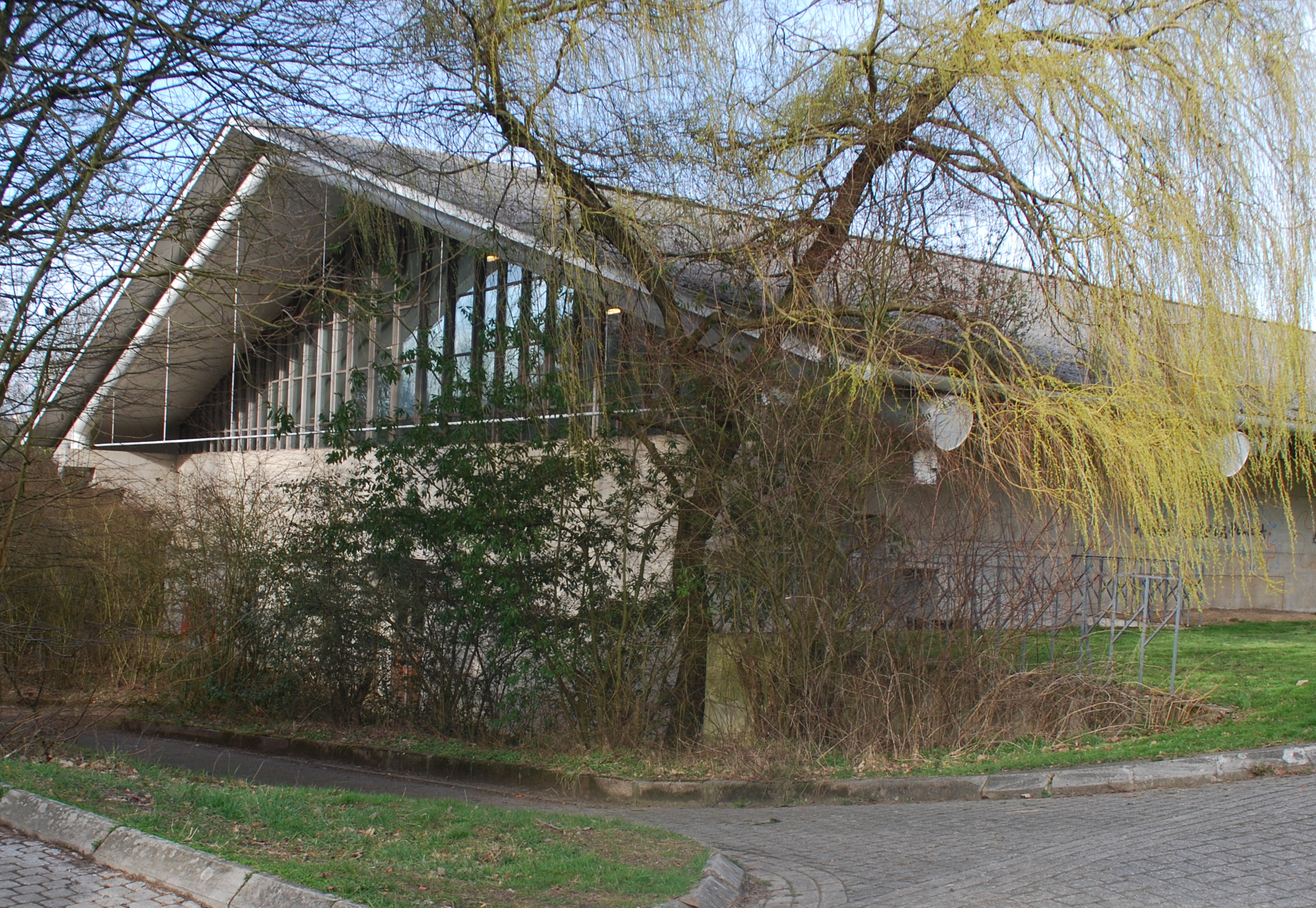
Blanc Gravier, Luik
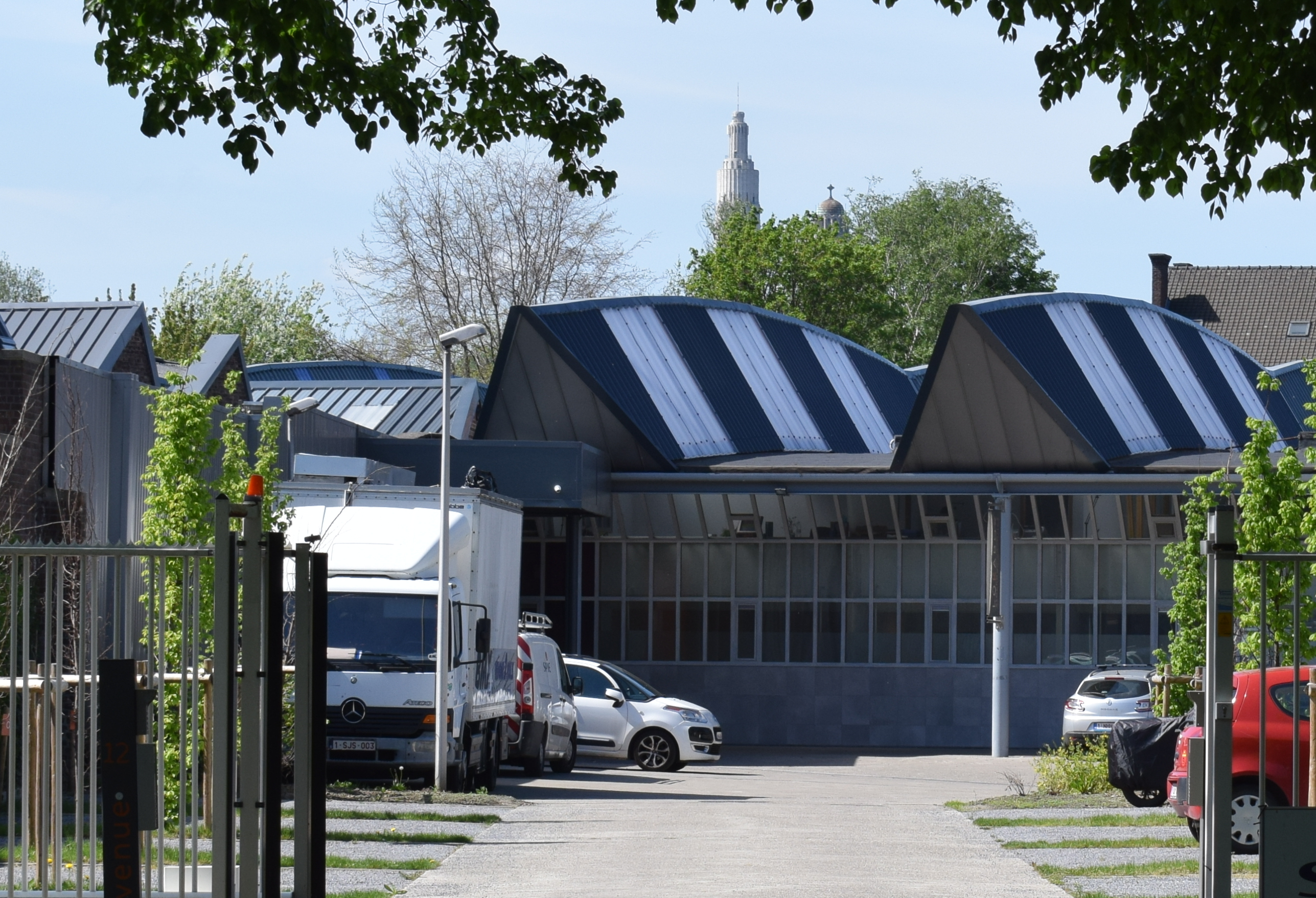
Drukkerij Mardaga, Luik
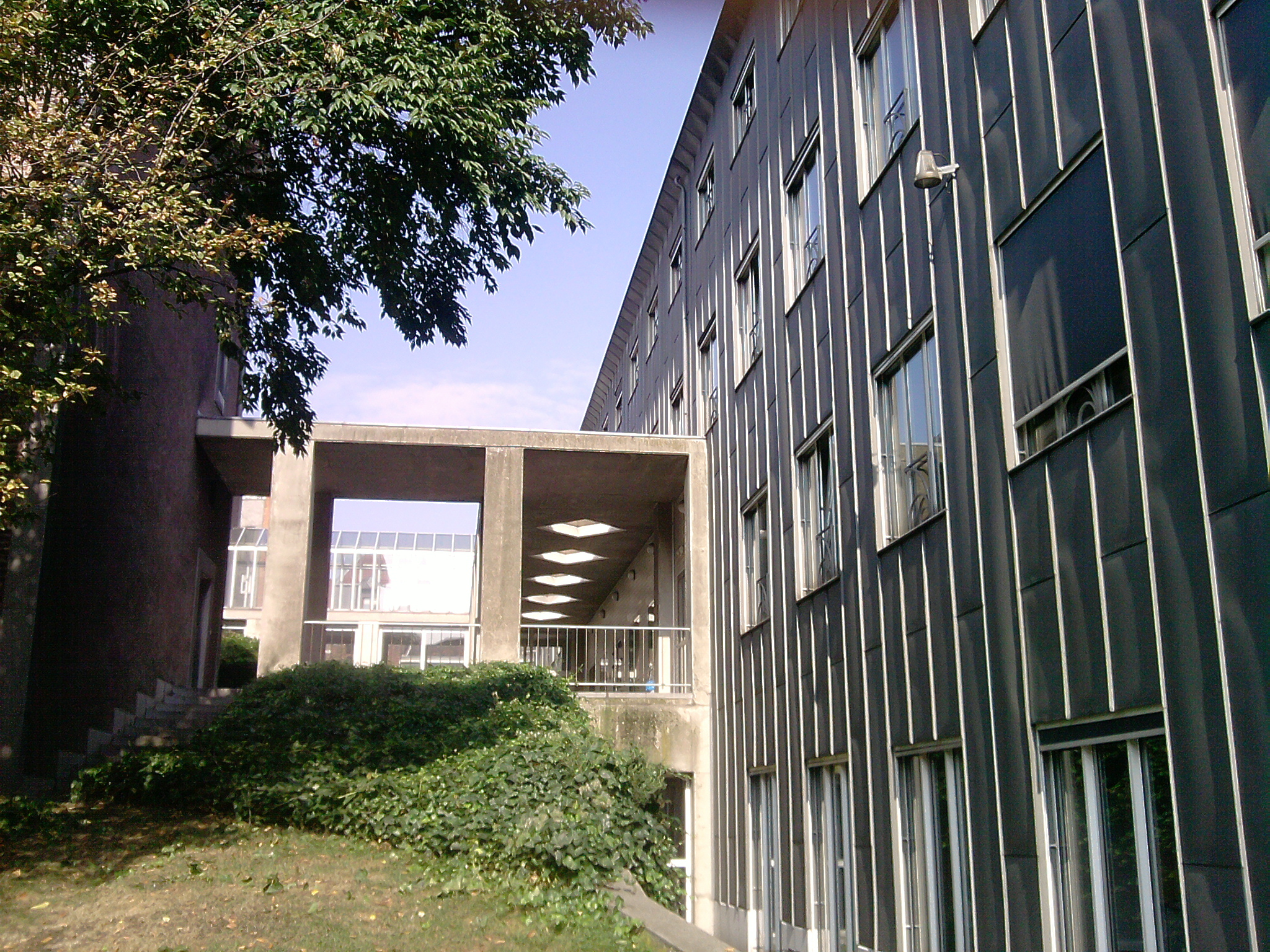
HEC, Luik
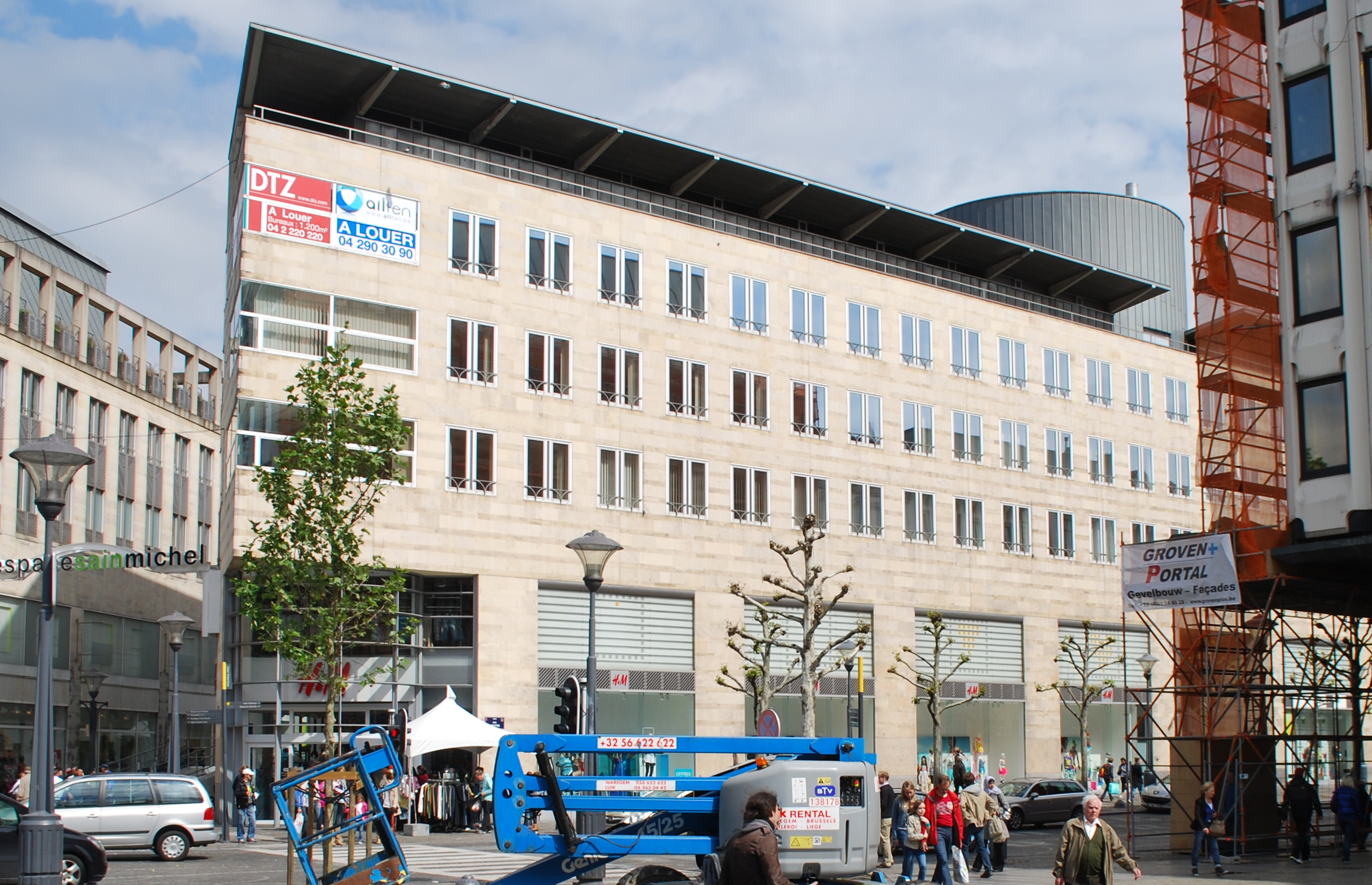
Îlot Saint-Michel, Luik

### In Nederland

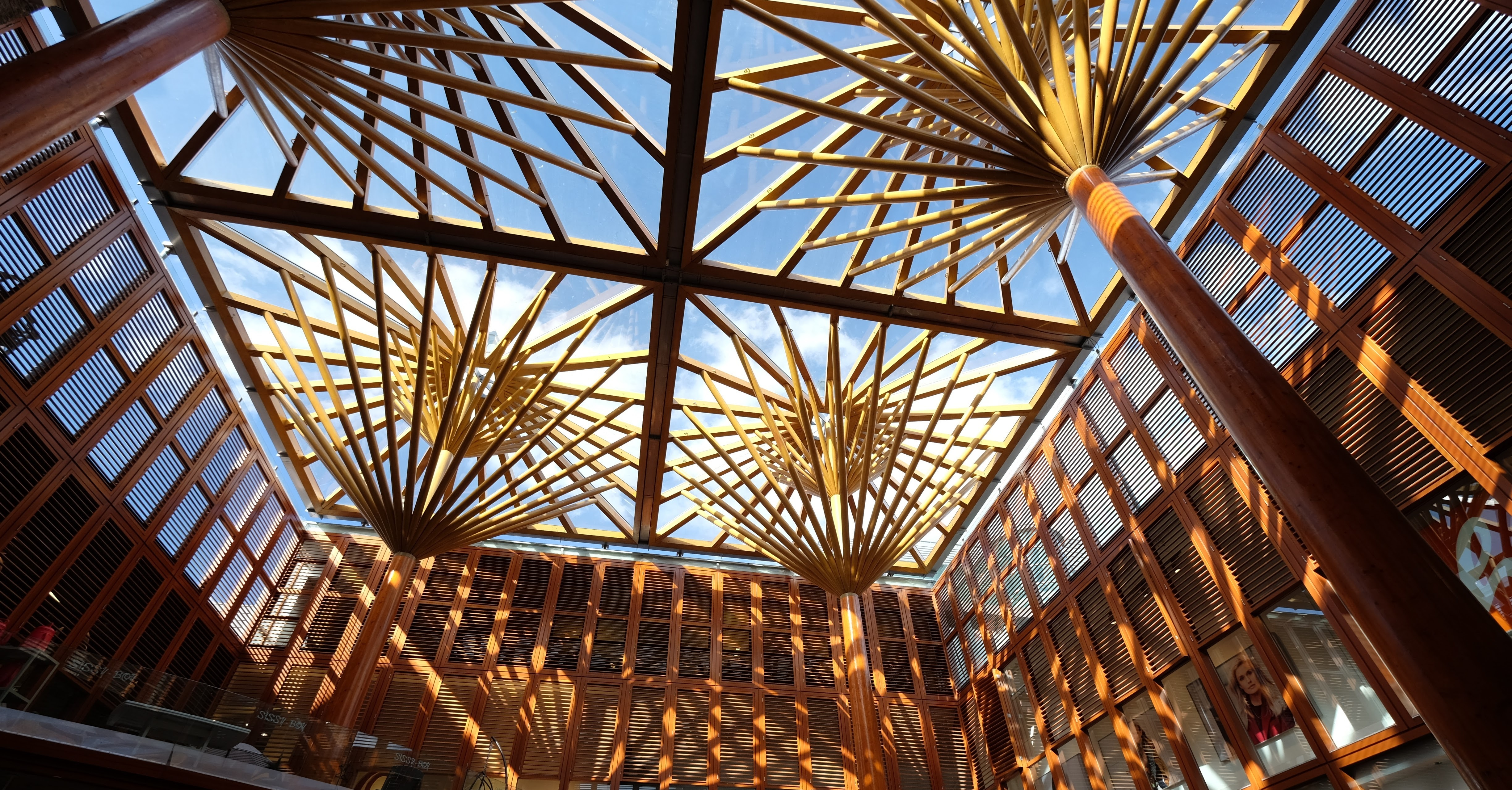
'Paraplu's van Bruno Albert', Mosae Forum, Maastricht

- 1990-1993: woongebouw Barcelona ("Albertcomplex"), afmetingen: 170 x 60 m, 321 appartementen, KNSM-eiland, Amsterdam
- 1992: herinrichting Miséricordeplein en verbouwing achtergevel Miséricordeklooster, Statenkwartier, Maastricht[4]
- 1995-2003: woongebouw Résidence Cortile, afmetingen: 230 x 76 m, 310 appartementen, Avenue Céramique, Maastricht[5]
- 1998: woonzorgcomplex De Miranda, Rivierenbuurt, Amsterdam
- 2002-2007: winkelcentrum/stadskantorencomplex Mosae Forum, Maastricht (zuidelijk bouwdeel; in samenwerking met Jo Coenen)
- 2004-2010: woongebouw De Buskenblaser, Bos en Lommer, Amsterdam[6]
- 2005-2011: woongebouw D'r Dominicaan ("Zitterd Revizited"), Sittard (in samenwerking met Hoen Architecten)
- 2008-2013: woongebouw en eengezinswoningen Op Buuren ("De Bocht van Maarssen"), Maarssen

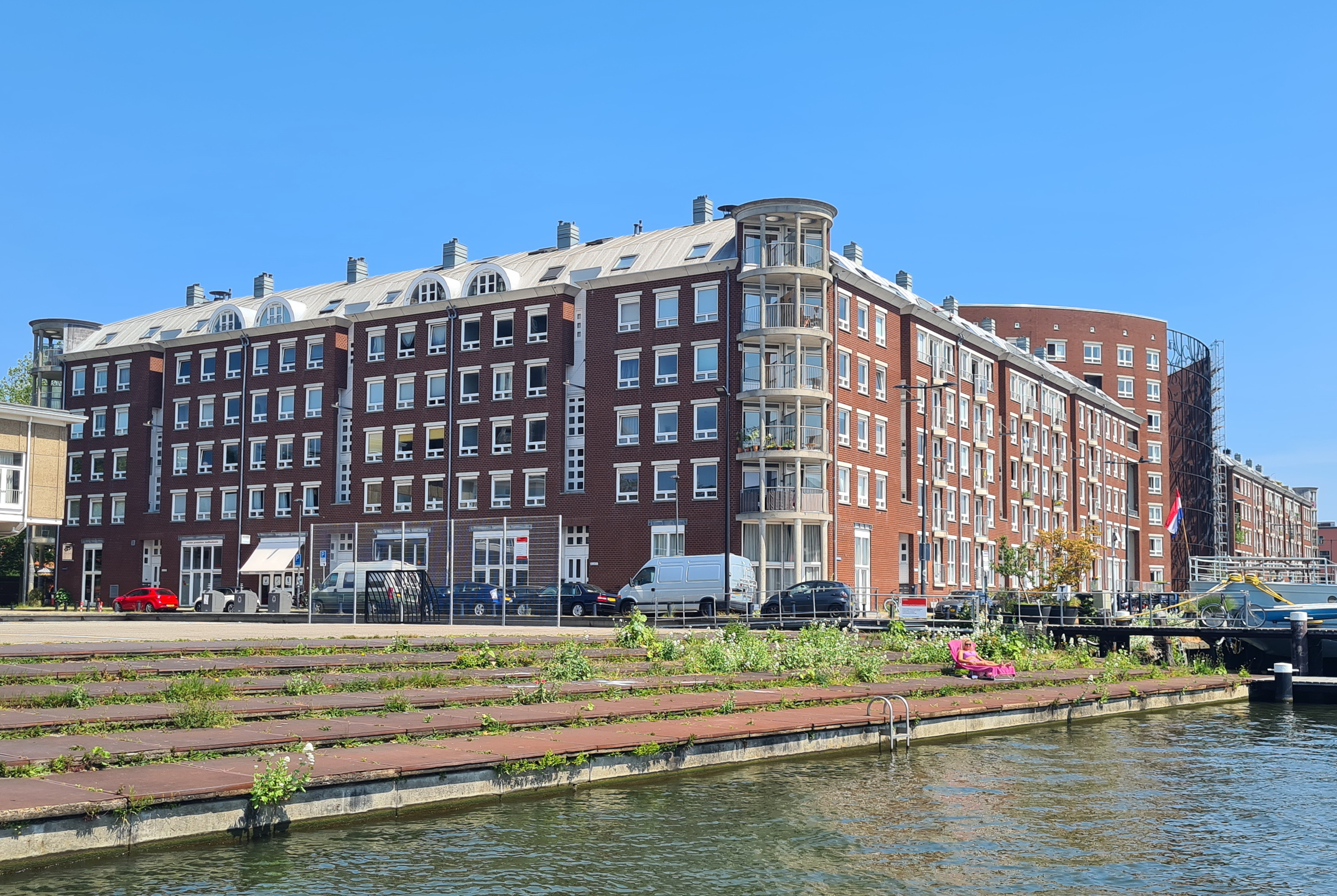
Barcelona, Amsterdam
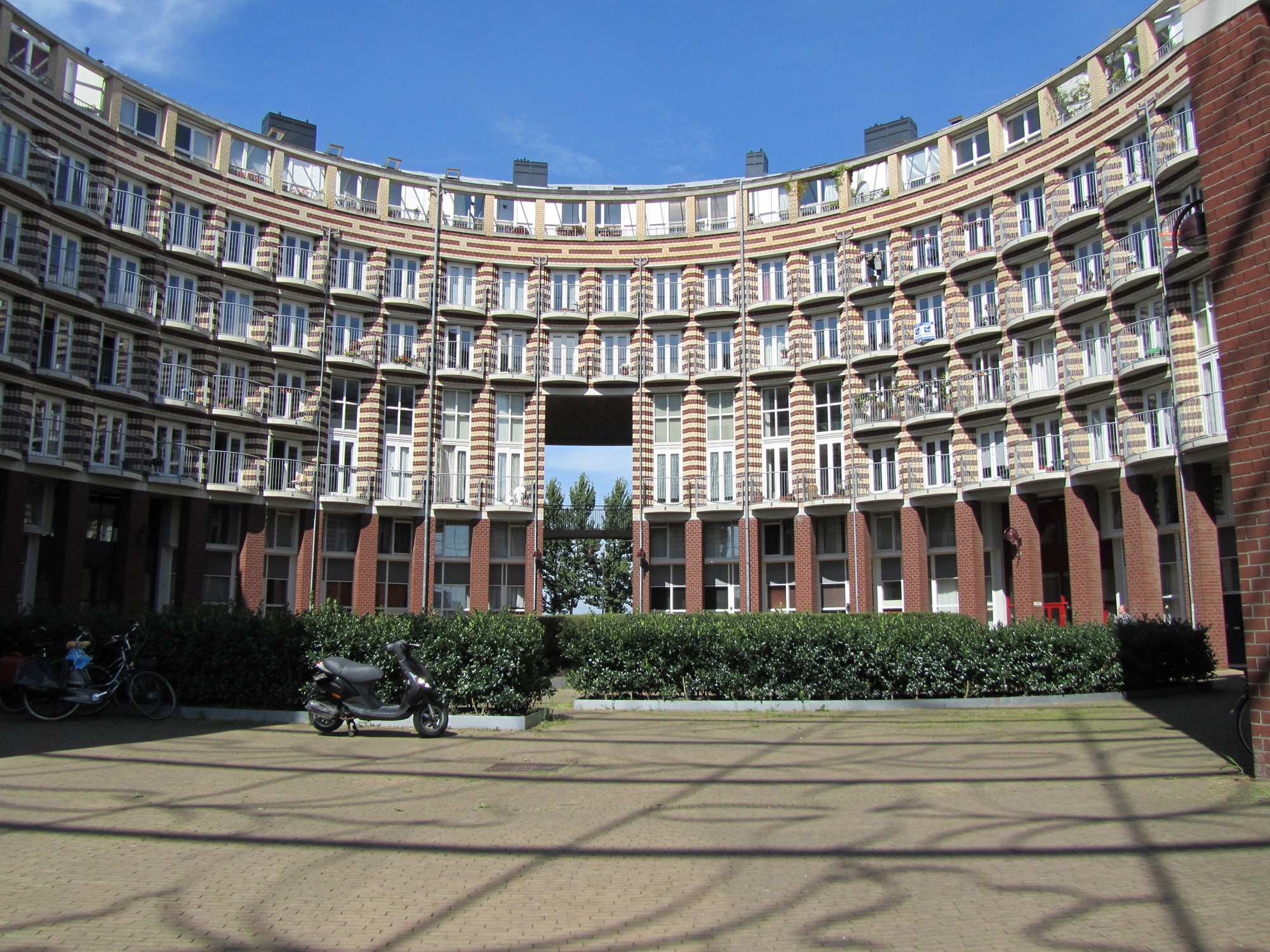
Idem, detail Barcelonaplein
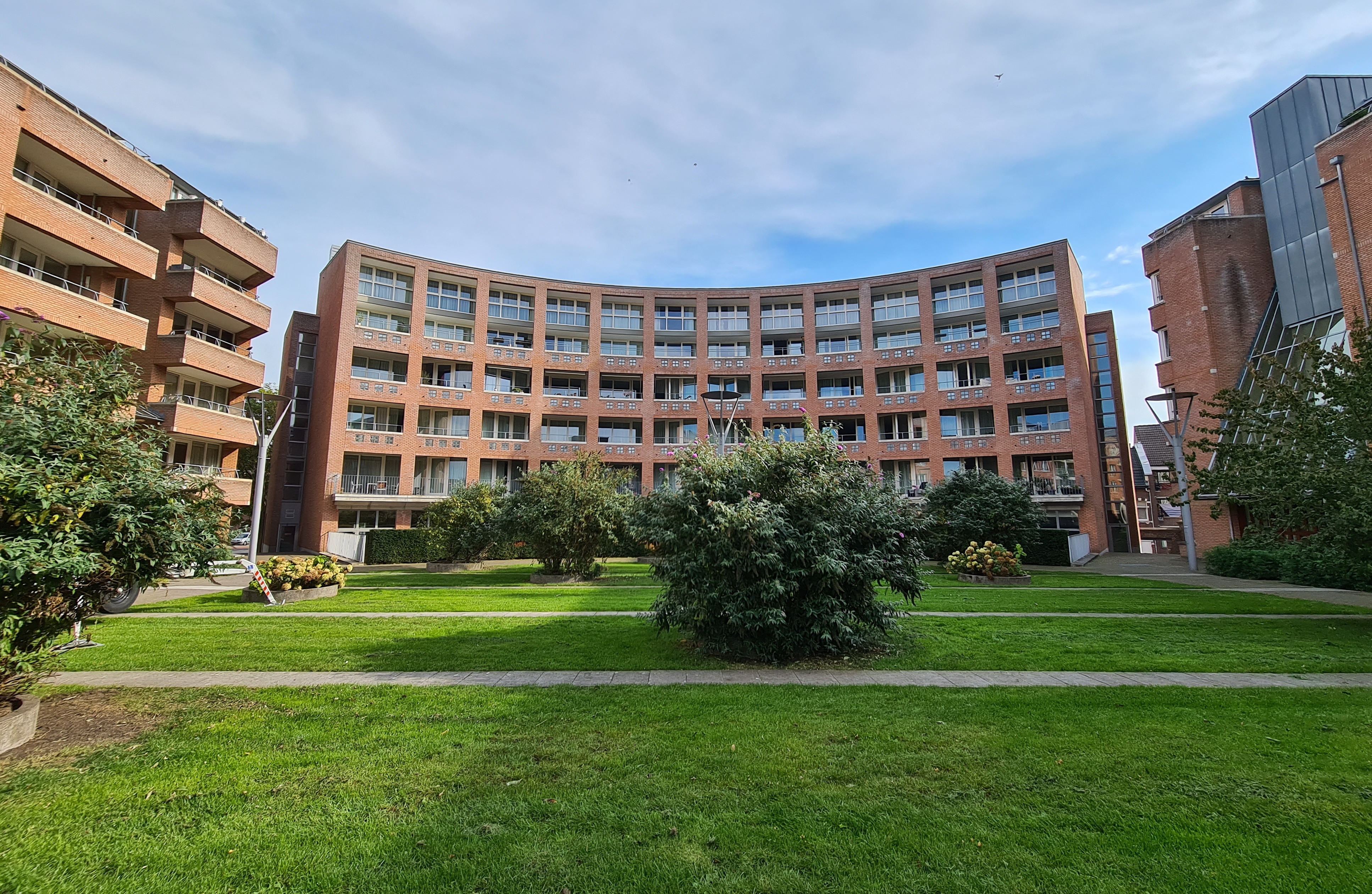
Résidence Cortile, Maastricht
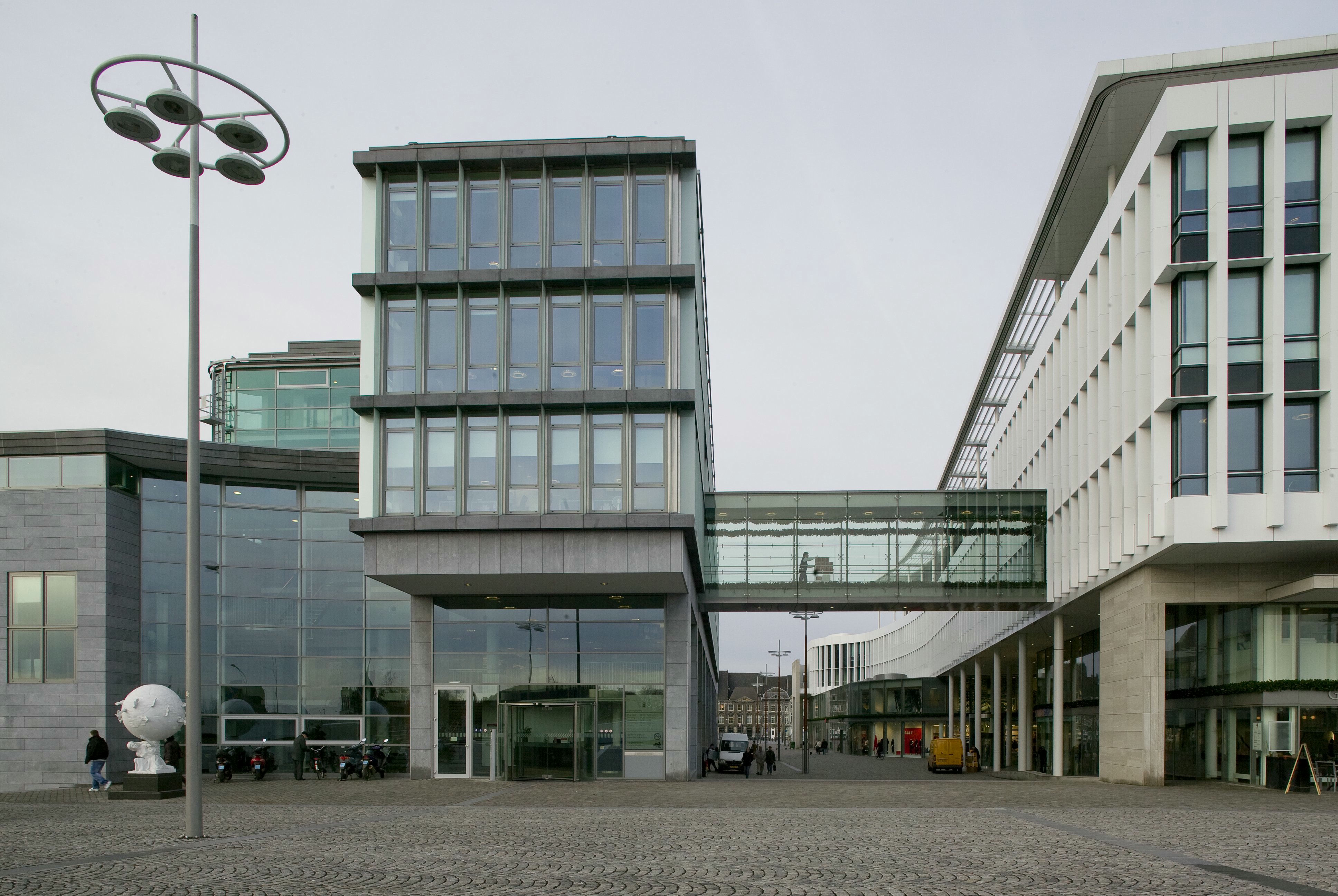
Mosae Forum, Maastricht